# نائب فرنسي
يُنتخب النائب في فرنسا لتمثيل الشعب في المجلس الأدنى من البرلمان، وهي حاليًا الجمعية الوطنية، بينما كانت تُعرف سابقًا بالمجلس التشريعي ومجلس النواب. يُنتخب النائب منذ عام 1988 عبر الاقتراع العام المباشر في الانتخابات التشريعية باستخدام نظام انتخابي أحادي الأغلبية من جولتين، وذلك في 577 دائرة انتخابية: 541 في فرنسا القارية، 25 في الأقاليم الخارجية، و11 للمقيمين الفرنسيين في الخارج. يُمثل كل دائرة نائب واحد فقط، بالإضافة إلى نائب احتياطي.
أُرسل النواب الفرنسيون سابقًا لتمثيل بلادهم في البرلمان الأوروبي حتى عام 1979، حيث كانت الانتخابات الأوروبية تُجرى عبر الاقتراع العام غير المباشر، مما منح النواب تفويضًا مزدوجًا. لم يعد الجمع بين الوظيفتين ممكنًا بعد ذلك. يُمثل كل نائب الأمة بأكملها، رغم انتخابه في إطار جغرافي محدد، ويتحدث باسم المصلحة العامة وليس لصالح حزب سياسي أو جماعة ضغط أو منطقة معينة، كما لا يُفرض عليه أي تفويض إلزامي. يتولى مجلس الشيوخ، بصفته المجلس الأعلى للبرلمان، تمثيل الجماعات الإقليمية على المستوى البرلماني.
يمارس النائب مهامه داخل الجمعية الوطنية وفي دائرته الانتخابية. يستمع إلى المواطنين، ويستقبلهم، ويزورهم لمناقشة قضاياهم. مع ذلك، لا يعمل النواب كمتحدثين رسميين باسم ناخبيهم، بل يتخذون قراراتهم بناءً على رؤيتهم للمصلحة العامة.